# Instituto Norueguês de Cinema
O Instituto Norueguês de Cinema (em português) ou Norsk filminstitutt (em norueguês) é uma agência governamental norueguesa de incetivo a indústria cinematográfica da Noruega filiada ao Ministério da Cultura e Assuntos Eclesiásticos.

## Histórico
O instituto foi fundado em 3 de maio de 1955 pelo Parlamento da Noruega após uma sequência de medidas para estabilizar o cinema no país pós Segunda Guerra Mundial. Em 1993, a Direção Nacional de Cinema foi incorporada ao instituto, que ajudou a melhor sua capacidade de preservar e restaurar produções audiovisuais, distribuir e exibir filmes. A sede da companhia foi transferida para uma casa de cinema no centro de Oslo além de incorporar a cinemateca local em 1994. Em 2001, com o baixo número de admissões no cinemas noruegueses, coube ao instituto o papel de divulgação internacional dos filmes nacionais. Três anos depois, a agência lançou um serviço de video-on-demand para a distribuição por banda larga digital de filmes norueguês, sendo a primeira no mundo a realizar tal ação. Um "'novo' Instituto Norueguês de Cinema" surgiu em 2008 com a fusão das instituições Fundo do Cinema Norueguês, Desenvolvimento do Cinema Norueguês e Comissão do Cinema Norueguês.

## Funções
A agência é responsável pela preservação, restauração, bem como exibição, financiamento e distribuição de filmes tanto em escolas, bibliotecas, outras instituições e no mercado privado. Para a preservação, a empresa arquiva seus filmes na divisão da Biblioteca Nacional da Noruega na cidade de Mo i Rana em um compartimento de segurança máxima, além de ser afiliada a Federação Internacional de Arquivo de Filmes. A companhia também organiza anualmente o Festival de Cinema para Jovens Realizadores de Amandus em Haugesund desde 1987. O instituo investe desde 2001 3 milhões de coroa norueguesas para realizar exibições cinematográfica em escolas em toda a Noruega. Para incentivar os jovens a produção de filmes e música, bem como a escrever resenhas, a companhia também criou um website (www.mzoon.no).